# Your Party
Your Party is de voorlopige naam van een Britse politieke partij die eind 2025 zal worden opgericht door Jeremy Corbyn en Zarah Sultana, beiden onafhankelijke parlementsleden die eerder lid waren van de Labour Party. Sultana maakte begin juli 2025 bekend dat ze, met gewezen Labour-voorzitter Corbyn, een nieuwe, linkse partij zou oprichten. Op 24 juli lanceerden Sultana en Corbyn via een oproep op X een website, yourparty.uk, waarop medestanders zich kunnen aanmelden. Later in 2025 zou een stichtingscongres gehouden worden en de naam gekozen worden. Volgens de organisatoren meldden 500.000 mensen zich aan in de eerste dagen. Ook de leden van de fractie Independent Alliance in het Lagerhuis, allen in 2024 verkozen als onafhankelijken met een pro-Gaza standpunt, zijn betrokken.